# Sherwood (Dakota du Nord)
Pour les articles homonymes, voir Sherwood.
La ville de Sherwood est située dans le comté de Renville, dans l’État du Dakota du Nord, aux États-Unis. Lors du recensement de 2010, sa population s’élevait à 242 habitants.

## Histoire
Sherwood a été fondée en 1904.

## Démographie
| 1910 | 1920 | 1930 | 1940 | 1950 | 1960 |
| ---- | ---- | ---- | ---- | ---- | ---- |
| 328  | 423  | 455  | 390  | 421  | 360  |

| 1970 | 1980 | 1990 | 2000 | 2010 | - |
| ---- | ---- | ---- | ---- | ---- | - |
| 369  | 294  | 286  | 255  | 242  | - |

## Source
- (en) Cet article est partiellement ou en totalité issu de l’article de Wikipédia en anglais intitulé « Sherwood, North Dakota » (voir la liste des auteurs).